# Weyburn
Weyburn es una ciudad canadiense situada en la provincia de Saskatchewan.

## Superficie
Weyburn tiene una superficie de 19,03 km².

## Demografía
En 2021, tenía 11 019 habitantes, una densidad poblacional de 579,1 hab./km², y 5142 viviendas.